# Лас-Леньяс
Лас-Ле́ньяс (исп. Las Leñas) — горнолыжный курорт в провинции Мендоса, Аргентина, в 275 километрах от провинциального центра. 
Строительство горнолыжного центра началось в январе 1983 года, а к июлю 1983 года в нём открылась гостиница на 300 мест. Туристический объект находится на высоте 2240—3430 метров над уровнем моря. Комплекс площадью 175 кв. км. функционирует круглогодично (лыжный сезон — с июня по октябрь).

## Географическое положение
Расположен в 1060 км от столицы Аргентины. До него можно добраться на машине, автобусе или самолёте. Существуют рейсы между Буэнос-Айресом и аэропортом Мендосы, находящимся примерно в 95 км от горнолыжного курорта. В пик сезона осуществляются прямые рейсы из бразильского Сан-Паулу.
Путешествие на автомобиле из столицы страны занимает порядка одиннадцати часов. Рекомендуется ехать по шоссе 7 до Хунина, оттуда по шоссе 188 до Хенераль-Альвеара, а затем по шоссе 143 до Сан-Рафаэля. Оттуда необходимо двигаться по шоссе 144 до Эль-Соснеадо и, наконец, по шоссе 222 до Лас-Леньяс.

### Высота
- База: 2240 м (7350 футов)
- Среднегорье: 2835 м (9301 фут)
- Высокогорье: 3430 м (11 250 футов)
- Перепад высот: 1230 м (4040 футов)[2]

## Климат
Согласно классификации Кёппена, в Лас-Леньясе средиземноморский континентальный климат с тёплым летом, поскольку 4 месяца имеют среднюю температуру выше 10 °C и по крайней мере три месяца характеризуются средней температурой ниже 0 °C. Данный тип климата крайне нетипичен для Южной Америки и Южного полушария в целом и встречается только в нескольких других местах, таких как Мост Инков. Лето умеренное и сухое, зима очень снежная.

## Международные соревнования

### Зимние Панамериканские игры
В 1987 году члены Панамериканской спортивной организации решили, что первые зимние Панамериканские игры должны состояться в Лас-Леньясе в 1989 году и после этого проводиться каждые четыре года, но из-за отсутствия снега первые Игры были отложены до 1990 года. Первые зимние Панамериканские игры прошли с 16 по 22 сентября, в них приняли участие 97 спортсменов из восьми стран: Аргентины, Боливии, Бразилии, Канады, Чили, Колумбии, Мексики и США. Программа Игр включала в себя шесть соревнований по горнолыжному спорту с тремя дисциплинами: слаломом, гигантским слаломом и супергигантом.

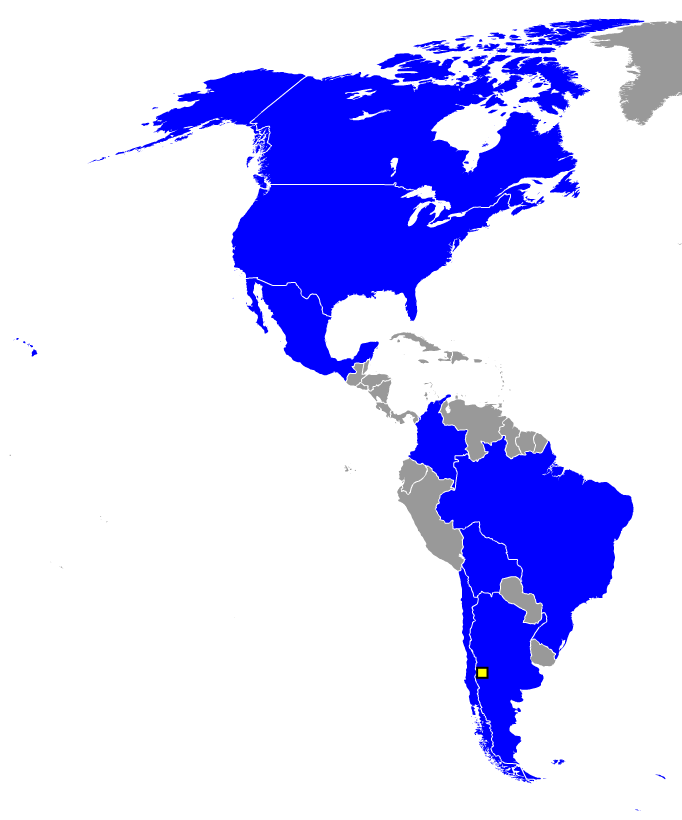
Синим выделены страны-участницы первых и единственных зимних Панамериканских игр, состоявшихся в Лас-Леньясе в 1990 году.

| Место          | Страна         | Золото | Серебро | Бронза | Всего |
| -------------- | -------------- | ------ | ------- | ------ | ----- |
| 1              | США            | 4      | 2       | 5      | 11    |
| 2              | Канада         | 2      | 4       | 1      | 7     |
| 3              | Аргентина      | 0      | 0       | 0      | 0     |
| 3              | Боливия        | 0      | 0       | 0      | 0     |
| 3              | Бразилия       | 0      | 0       | 0      | 0     |
| 3              | Колумбия       | 0      | 0       | 0      | 0     |
| 3              | Мексика        | 0      | 0       | 0      | 0     |
| 3              | Чили           | 0      | 0       | 0      | 0     |
| Всего стран: 8 | Всего стран: 8 | 6      | 6       | 6      | 18    |

### Кубок мира по горнолыжному спорту
16 и 18 августа 1985 года Лас-Леньяс стал первым аргентинским горнолыжным курортом, принявшим соревнования Кубка мира по горнолыжному спорту, организованный под эгидой Международной федерации лыжного спорта. Лучшие результаты по итогам двух скоростных спусков среди мужчин показали:
| Место | Горнолыжник       | Страна    | Сумма очков | Время   | Очки | Время   | Очки |
| ----- | ----------------- | --------- | ----------- | ------- | ---- | ------- | ---- |
| 1     | Карл Альпигер     | Швейцария | 50          | 1:47,74 | 25   | 2:01,27 | 25   |
| 2     | Маркус Васмайер   | Германия  | 25          | 1:48,70 | 10   | 2:01,73 | 15   |
| 3     | Хельмут Хёфленнер | Австрия   | 24          | 1:47,97 | 15   | 2:02,40 | 9    |

В 1986 году Лас-Леньяс вновь принял две первые гонки сезона 1986/1987, на этот раз скоростные спуски состоялись 15 и 16 августа:
| Место | Горнолыжник   | Страна    | Сумма очков | Время   | Очки | Время   | Очки |
| ----- | ------------- | --------- | ----------- | ------- | ---- | ------- | ---- |
| 1     | Петер Мюллер  | Швейцария | 40          | 1:37,69 | 25   | 1:38,67 | 15   |
| 2     | Леонард Сток  | Австрия   | 31          | 1:38,52 | 11   | 1:38,26 | 20   |
| 3     | Франц Хайнцер | Швейцария | 30          | 1:38,25 | 15   | 1:38,67 | 15   |

В сезоне 1989/1990 Кубок мира по горным лыжам вновь проходил в Лас-Леньясе. На этот раз 8 августа состоялись соревнования по скоростному спуску среди женщин, а 9 августа женский супергигант. Обе гонки открыли сезон. Лучшие результаты показали:
| Место | Горнолыжник    | Страна    | Сумма очков | Время   | Очки | Время   | Очки |
| ----- | -------------- | --------- | ----------- | ------- | ---- | ------- | ---- |
| 1     | Михаэла Герг   | Германия  | 31          | 1:30,48 | 25   | 1:21,55 | 6    |
| 2     | Анита Вахтер   | Австрия   | 25          | —       | —    | 1:19,50 | 25   |
| 3     | Микела Фиджини | Швейцария | 22          | 1:31,49 | 12   | 1:20,68 | 10   |